# درازدندان (اندام)
دِرازدندان یا عاج (به انگلیسی: Tusk)، دندان‌های جلویی دراز و در حال رشد مداوم است که به خوبی از دهان برخی از گونه‌های پستانداران بیرون می‌زند. آنها معمولاً دندان‌های نیش هستند، مانند گرازها، اسب‌های آبی و گرازهای دریایی، یا در مورد فیل‌ها دندان‌های پیشین کشیده هستند.
درازدندان‌ها دارای ویژگی‌های مشترکی مانند وضعیت خارج دهانی، الگوی رشد، ترکیب و ساختار و عدم مشارکت در بلع هستند. تصور می‌شود که درازدندان‌ها با محیط‌های خارج از دهان، مانند خشکی، آبی یا قطبی سازگار شده‌اند.
در بیشتر گونه‌های دارای درازدندان، هر دو جنس نر و ماده دارای درازدندان هستند هرچند که برای نرها بلندتر هستند. اکثر پستانداران دارای یک جفت درازدندان هستند که هر کدام از یک سمت دهان به بیرون رشد می‌کند. درازدندان‌ها عموماً خمیده و دارای سطح صاف و پیوسته هستند. تک درازدندان پیچه‌ای و مستقیم شبه‌نهنگ تک‌شاخ، که از وسط دهان خارج می‌شود و فقط در نر وجود دارد، از ویژگی‌های معمول درازدندان‌ها که در بالا توصیف شده مستثنی است. رشد مداوم درازدندان‌ها توسط بافت‌های سازنده که در نوک دهانه‌های ریشه دندان هستند امکان‌پذیر می‌شود. قبل از شکار و گسترش تجارت عاج، درازدندان‌های فیل با وزن بیش از ۹۰ کیلوگرم (۲۰۰ پوند) غیرمعمول نبودند، گرچه امروزه نادر است که بیش از ۴۵ کیلوگرم (۱۰۰ پوند) مشاهده کنیم.

به غیر از پستانداران، دوسگ‌دندان‌ها تنها مهره‌داران شناخته شده‌ای هستند که درازدندان واقعی دارند.

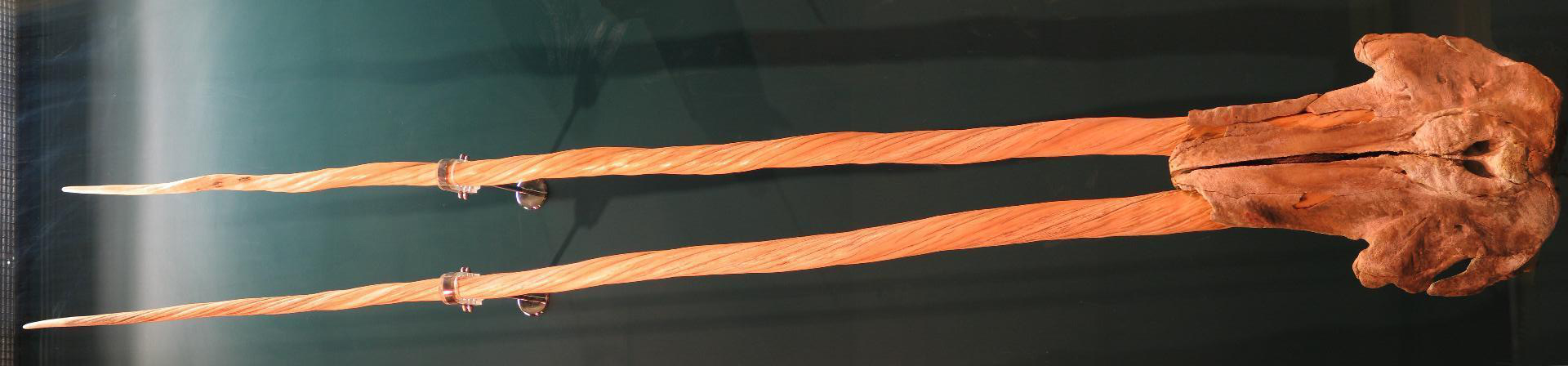
این جمجمه شبه‌نهنگ تک‌شاخ دارای درازدندان دوتایی نادر است. معمولاً دندان نیش فقط در سمت چپ فک بالا به حالت درازدندان درمی‌آید. به‌ندرت، نرها دو درازدندان را توسعه می‌دهند. این نمونه اما یک ماده بود. نمایشگاه جانورشناسی، هامبورگ، جمع‌آوری شده در سال ۱۶۸۴.

## کاربرد
درازدندان‌ها بسته به نوع جانور کاربردهای گوناگونی دارد. نمایش سلطه اجتماعی، به‌ویژه در نرها، و استفاده از آنها در دفاع برابر مهاجمان معمول است. فیل‌ها از درازدندان‌های خود به‌عنوان ابزار سوراخ‌کردن و حفاری استفاده می‌کنند. گرازهای دریایی از درازدندان‌های خود برای چنگ‌انداختن به یخ و کشیدن خود روی یخ استفاده می‌کنند. گفته شده است که ساختار درازدندان‌ها به‌گونه‌ای تکامل یافته است که با محیط‌های بیشتر دهانی سازگار است.

## اندازه

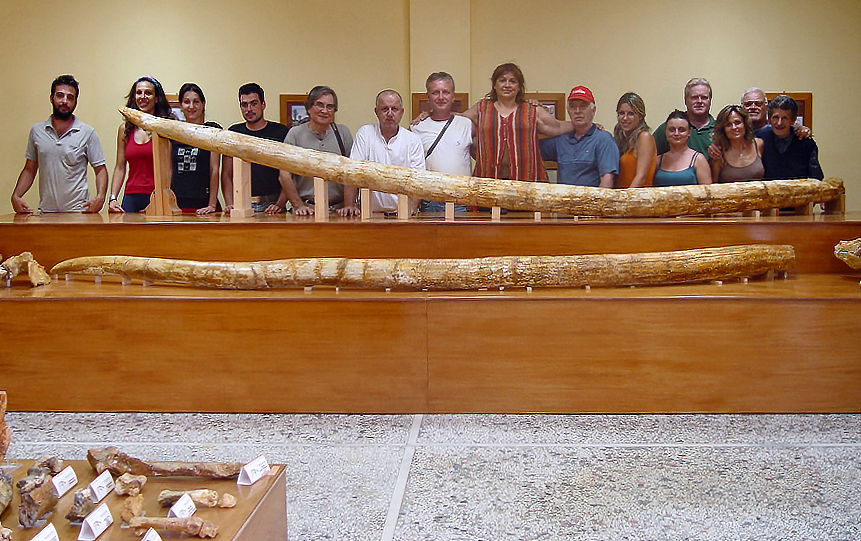
عاج‌های "Mammut" borsoni از یونان، که طولانی‌ترین عاج‌های ثبت شده تاکنون هستند.

عاج فیل از نظر جنسی دوشکلی است و به‌طور متوسط در نرها بزرگتر از ماده‌ها است و در فیل‌های ماده آسیایی به‌طور کامل وجود ندارد. فیل‌هایی با عاج‌های بزرگ که هر کدام حداقل ۴۵ کیلوگرم) وزن دارند، به‌عنوان "عاج‌های بزرگ" یا "عاج‌های عظیم" نیز شناخته می‌شوند. در حالی که امروزه عاج‌ها نادر هستند، تصور می‌شود که در گذشته، قبل از تأثیر انسان بر جمعیت فیل‌ها، رایج تر بودند. دو رکورددار طولانی‌ترین و سنگین‌ترین عاج فیل بوته‌ای آفریقایی با طول حدود ۳٫۴۹ متر در امتداد منحنی بیرونی و ۱۰۷ کیلوگرم) وزن هستند، در حالی که طولانی‌ترین و سنگین‌ترین عاج فیل آسیایی ۳٫۲۷ متر طول دارند. به ترتیب. حتی عاج‌های بزرگتر از برخی از فیل‌سانان منقرض شده مانند گونه‌های پوشیده‌دندان، فیل راست‌عاج و ماموت‌ها شناخته شده‌اند، که طولانی‌ترین عاج ثبت شده نمونه ای از بورسونی (Mammut) از یونان است که طول آن ۰۲/۵ متر و وزن تخمینی آن ۱۳۷ کیلوگرم و طول عاج‌های ماموت بیش از ۴ متر و وزن آن احتمالاً ۲۰۰ کیلوگرم است.[۶] طول بزرگ‌ترین عاج‌های دریایی می‌تواند به بیش از ۹۵ سانتی‌متر برسد ([۷] طولانی‌ترین عاج‌های ناروال به ۳ متر می‌رسد.

## استفاده توسط انسان
از درازدندان‌ها برای محصولات عاجی استفاده می‌شود که این شامل دست‌ساخته هنری، جواهرات و قبلاً ساخت کلیدهای پیانو می‌باشد. در نتیجه بسیاری از گونه‌های دارای درازدندان شکار تجاری شده‌اند و چندین گونه نیز در معرض خطر انقراض هستند. تجارت عاج توسط کنوانسیون سازمان ملل در مورد تجارت جهانی گونه‌های در معرض خطر گیاهان و جانوران وحش (CITES) به شدت محدود شده است.
انسان برای مراقبت از جانوران درازدندان و نگرانی‌های بهداشتی و ایمنی ممکن است آنها را مورد پیرایش یا برداشتن درازدندان قرار دهد. علاوه بر این، روش‌های دامپزشکی و جراحی برای برداشتن درازدندان‌ها برای کاهش درگیری‌های انسان و حیات‌وحش مورد بررسی قرار گرفته‌اند.

## نگارخانه

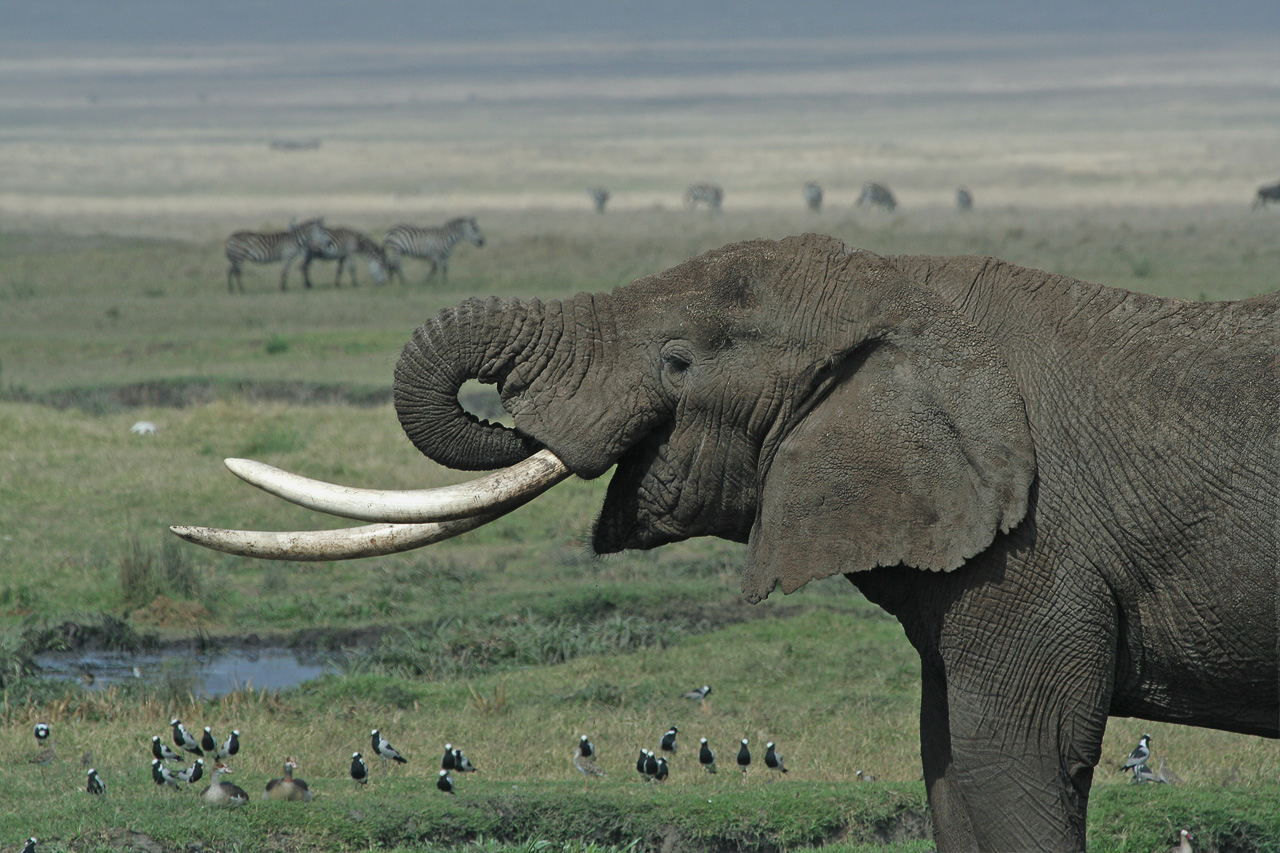
فیل
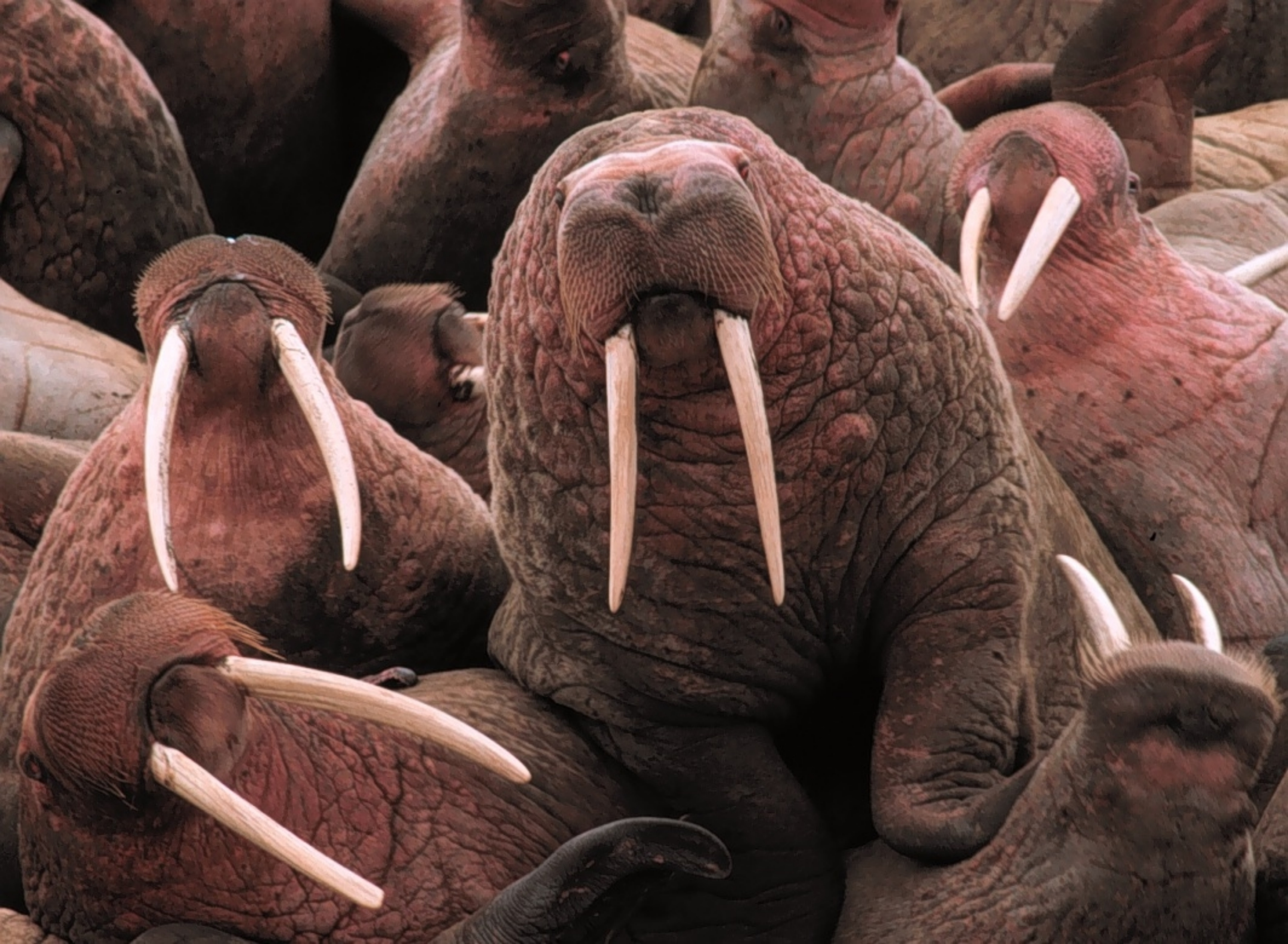
گراز دریایی
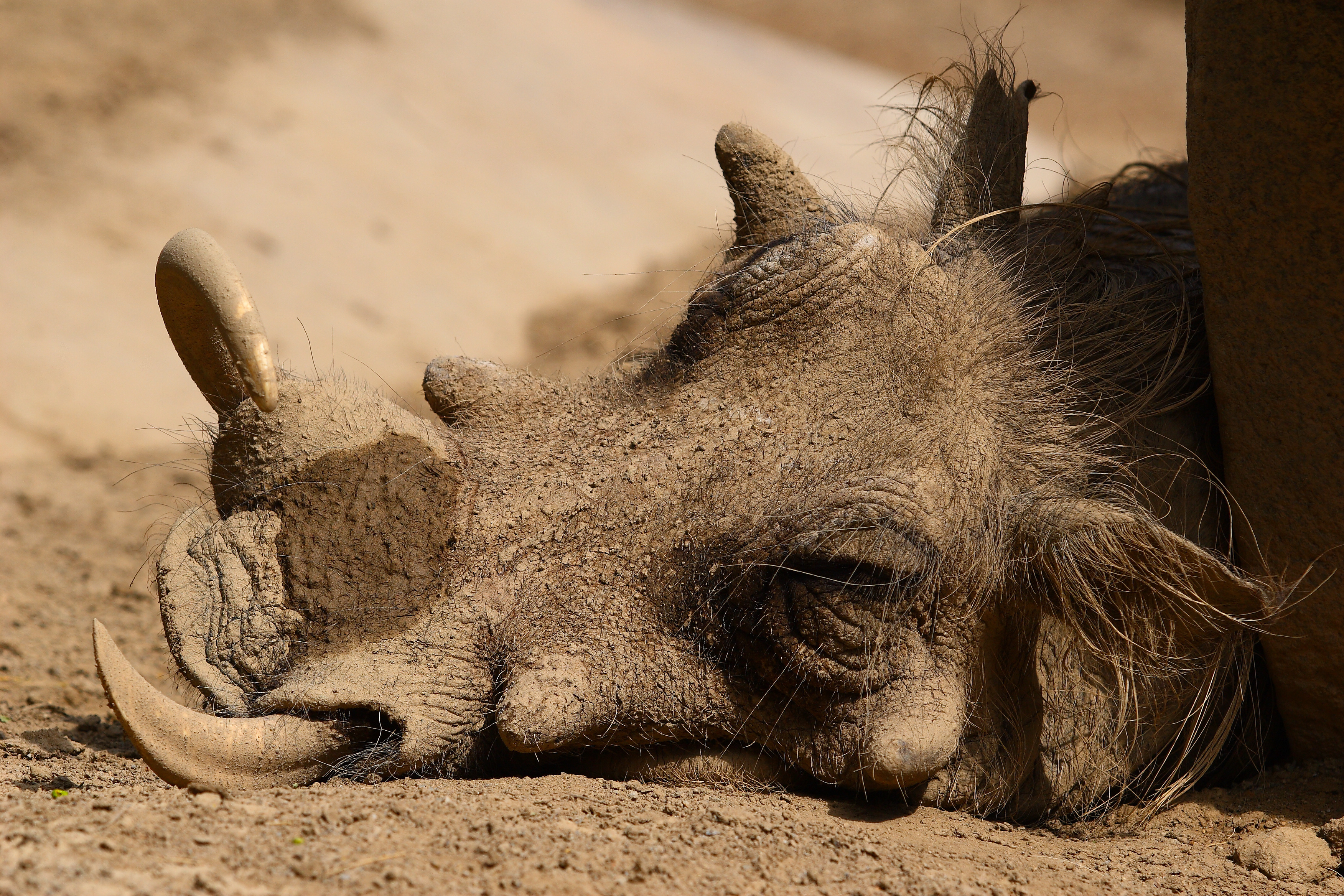
گراز زگیل‌دار
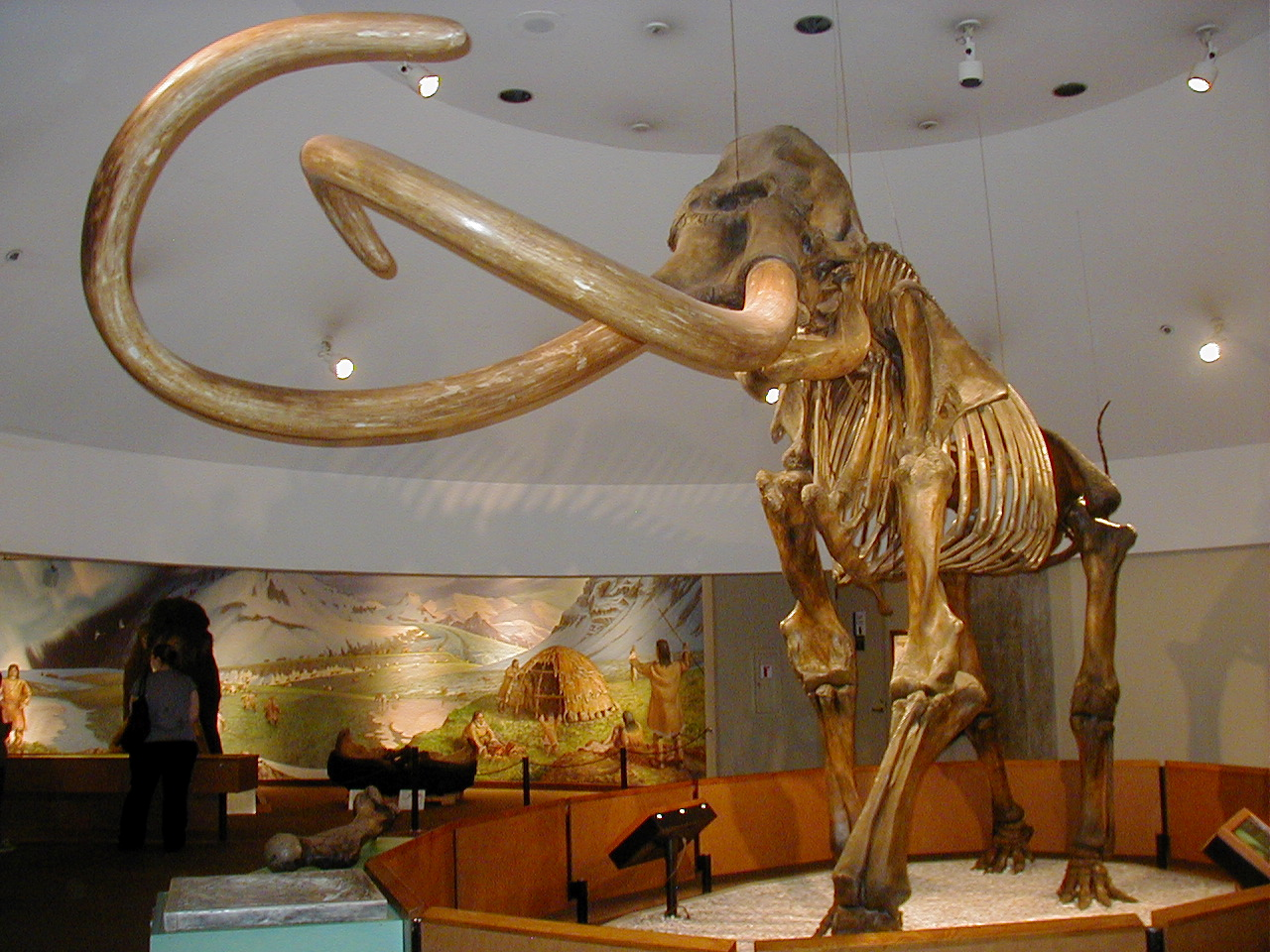
اسکلت ماموت کلمبیایی
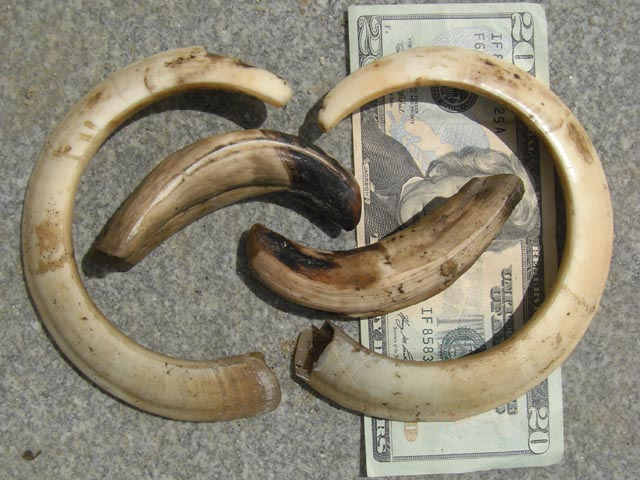
درازدندان‌ها، گراز وحشی
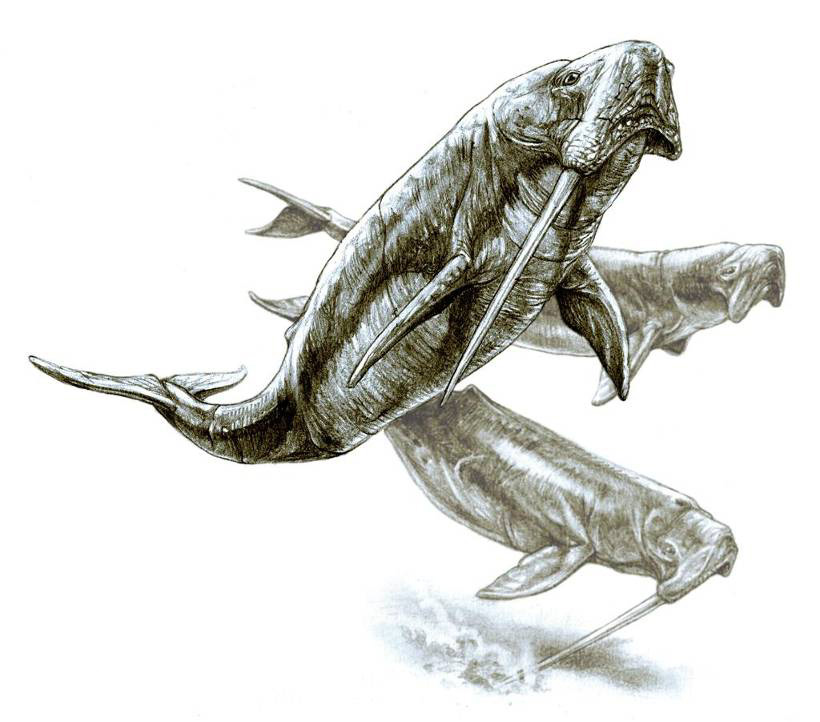
آدوبِنوسِتوپس (Odobenocetops)
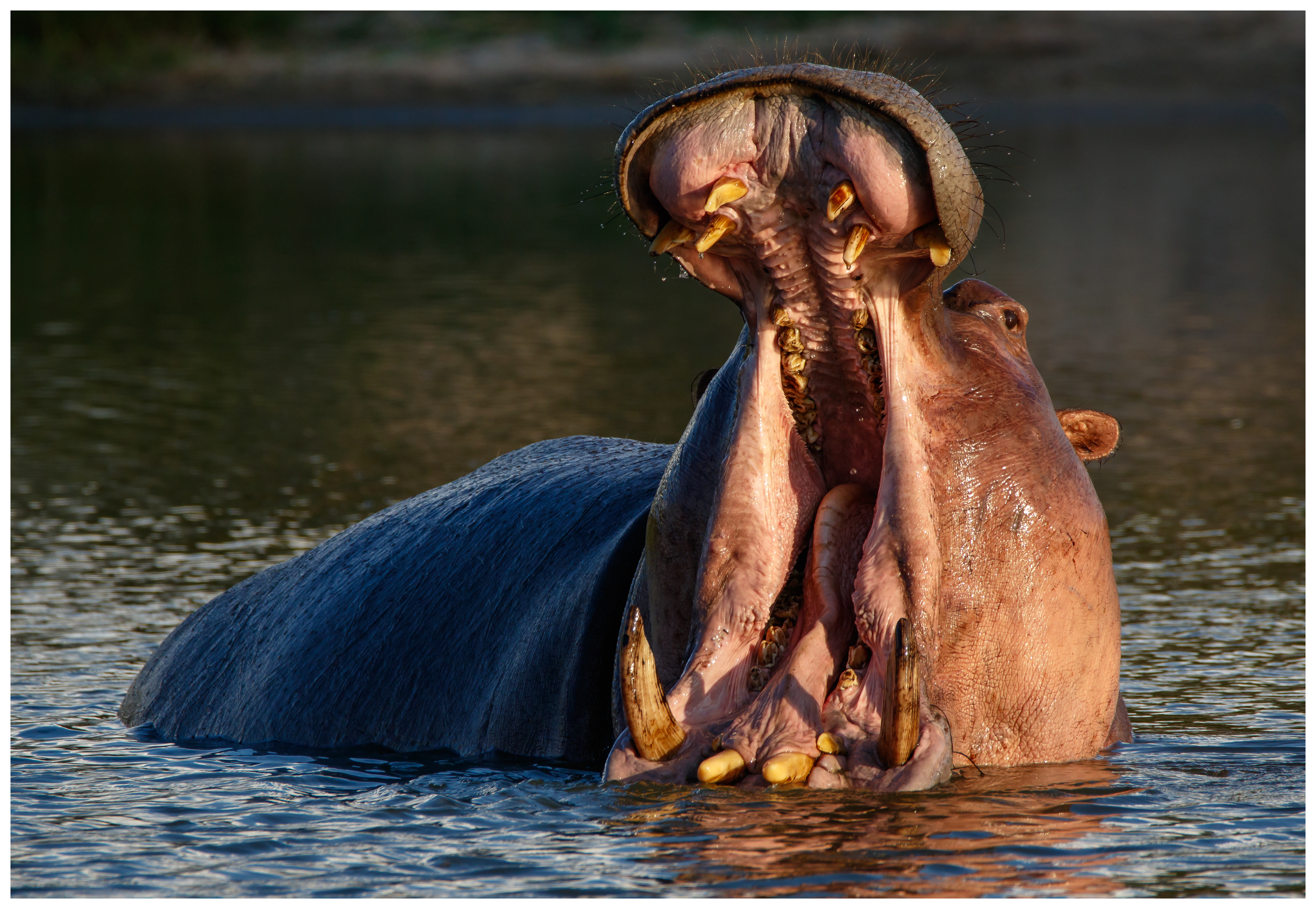
اسب آبی
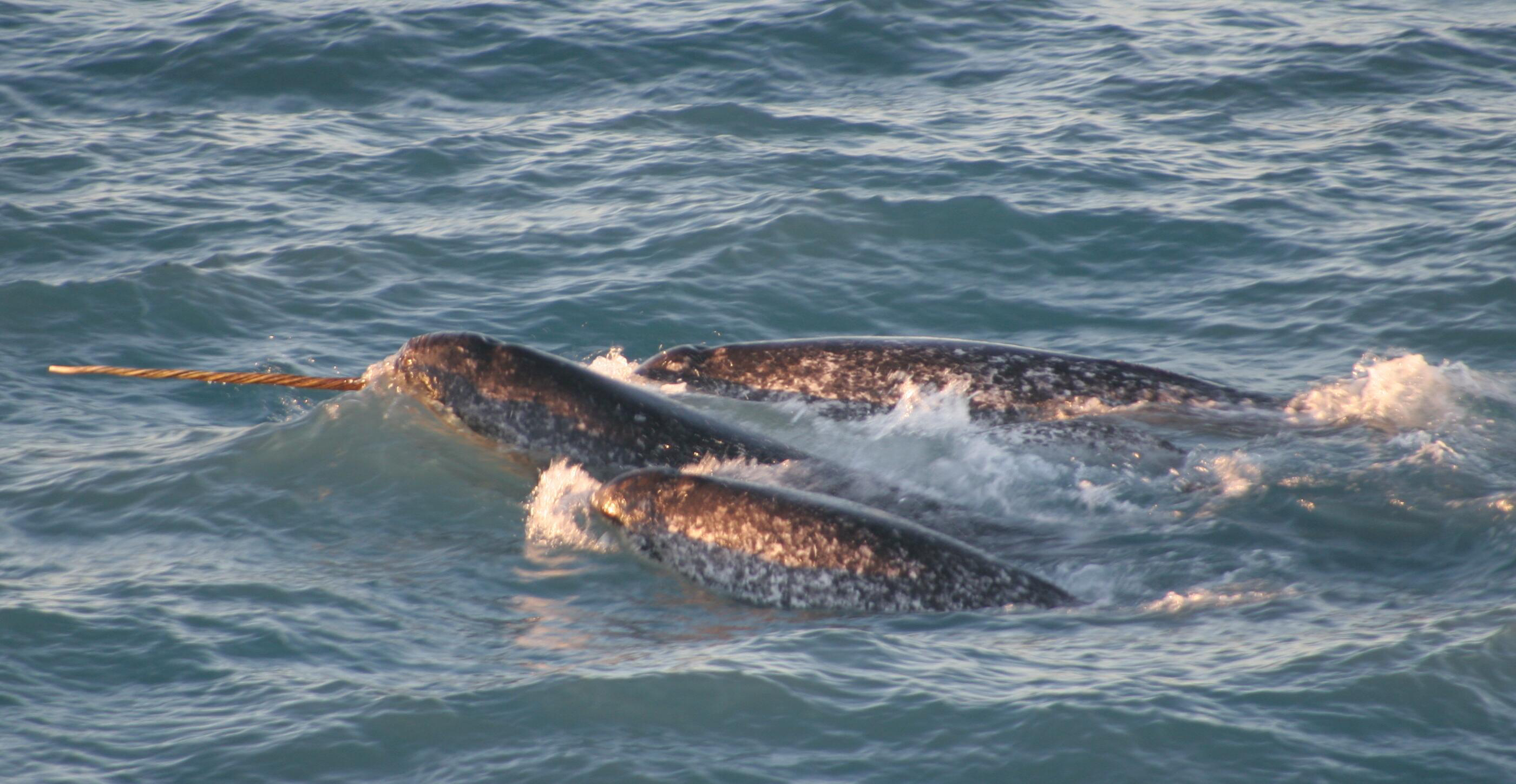
شبه‌نهنگ تک‌شاخ